# Metro van Medellín
De metro van Medellín is het metrostelsel van de Colombiaanse stad Medellín en de omliggende Aburra-vallei (Valle de Aburrá). De stad telt 2,4 miljoen inwoners, inclusief inwoners van de vallei meer dan drie miljoen.
In 1979 werd door de overheden van Medellín en Antioquia een vervoersbedrijf opgericht voor de toekomstige metro. Na economisch en technisch onderzoek werd het project voorgedragen aan de regering van het land. Deze ging vervolgens akkoord en in 1984 werden bedrijven gecontracteerd voor de bouw van het systeem. Tien jaar later kon de eerste lijn van de metro, lijn A, in gebruik genomen worden. Een jaar later volgde de tweede lijn van het systeem dienst, lijn B. In 2004 en 2008 werden twee kabelbanen met de naam metrocable aan het netwerk toegevoegd als lijn K en J. Anno 2010 is Medellíns metro nog steeds de enige van het land, hoewel er plannen zijn voor een metro van Bogota. 

## Lijnen
Het metrostelsel bestaat uit de volgende twee lijnen:
| Lijn   | Terminals                | Geopend | Lengte  | Stations |
| ------ | ------------------------ | ------- | ------- | -------- |
| A      | Niquia - Itagüí          | 1995    | 23,2 km | 19       |
| B      | San Antonio - San Javier | 1996    | 5,6 km  | 6        |
| Totaal | Totaal                   | Totaal  | 28,8 km | 25       |

## Materieel
Een treinstel van het door Siemens gebouwde materieel voor deze metro februari 1990 in Nederland proefgereden, omdat de spanning op de bovenleiding gelijk is, 1500 V gelijkstroom.

## Galerij

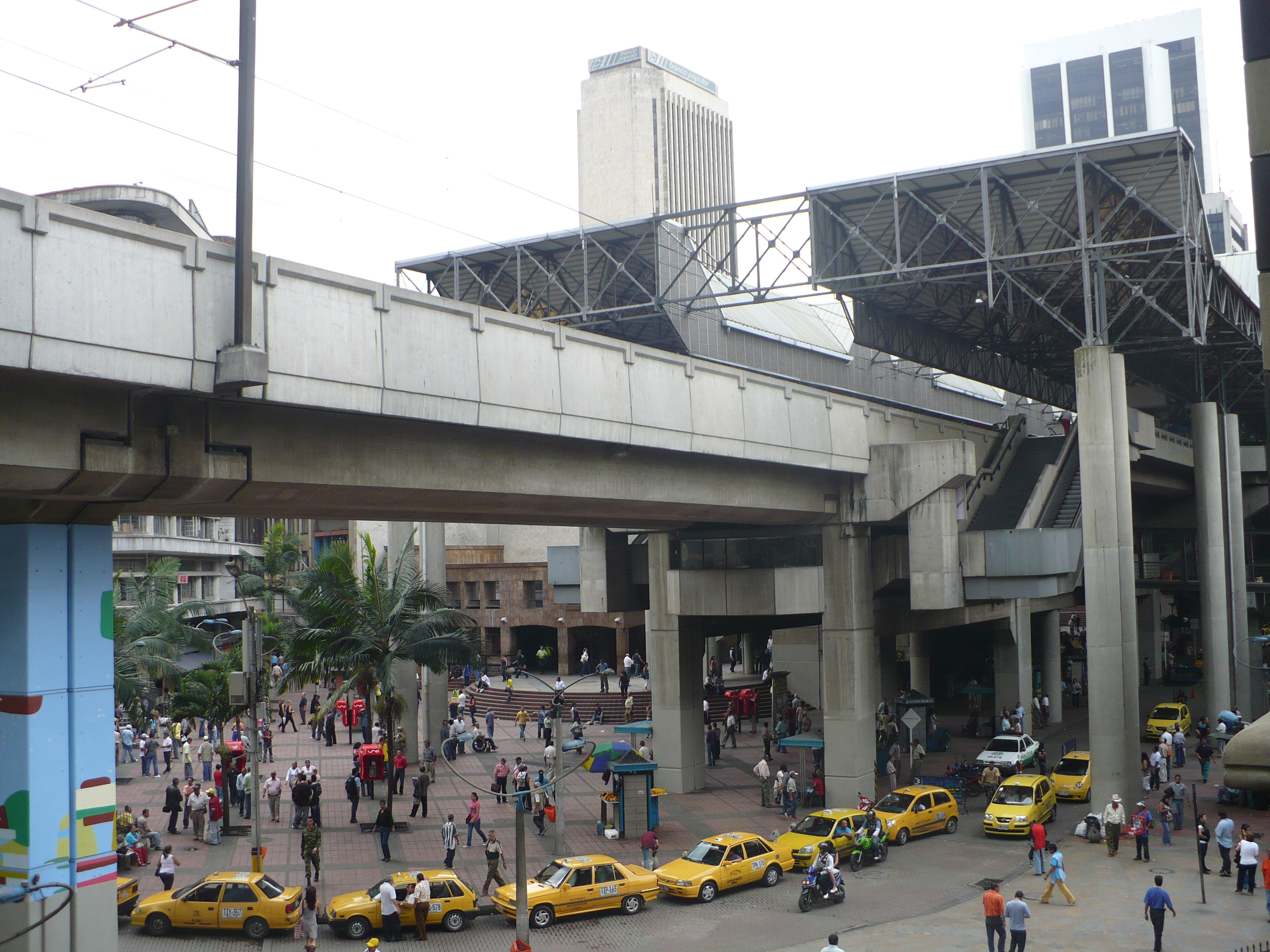
Taxi's staan klaar onder een verhoogd station
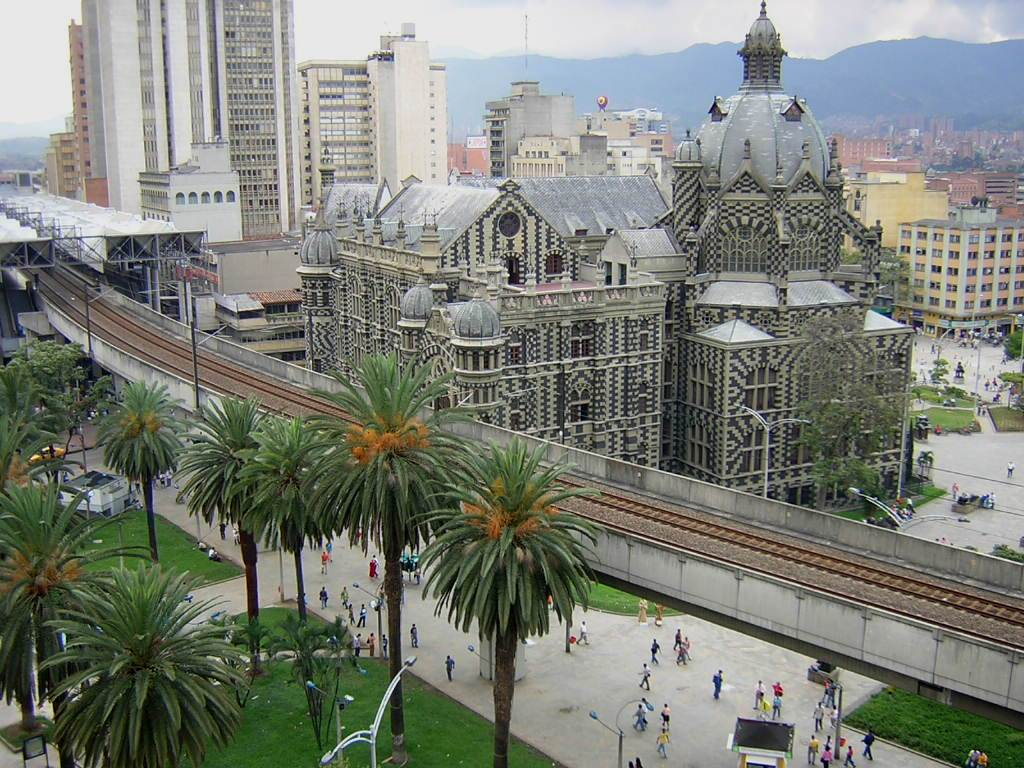
Metrosporen voor het Palacio de la Cultura